# Walter Wodak
Walter Wodak (* 22. November 1908 in Wien, Österreich-Ungarn; † 25. Februar 1974 ebenda) war ein österreichischer Diplomat.

## Leben
Walter Wodak wurde 1933 an der Universität Wien zum Doktor der Rechtswissenschaften promoviert und trat der KPÖ bei. Nach dem Anschluss Österreichs an das nationalsozialistische Deutschland flüchtete er 1938 nach Großbritannien. Unter dem Eindruck des Hitler-Stalin-Pakts distanzierte er sich zunehmend von den Positionen der KPÖ und schloss sich stattdessen dem linkssozialistischen Londoner Büro an. 1945 kehrte er nach Österreich zurück und wurde Mitglied der Sozialdemokratischen Partei Österreichs.
Nach seinem Eintritt in den österreichischen Auswärtigen Dienst war er von 1946 bis 1950 in London und von 1951 bis 1953 in Paris tätig. Von 1953 bis 1959 vertrat er Österreich als Gesandter und später als Botschafter in Belgrad. Von 1959 bis 1962 war er politischer Direktor und von 1963 bis 1964 Leiter der administrativen Sektion im Außenministerium. Von 1964 bis 1970 war er Botschafter in Moskau und anschließend bis zu seinem plötzlichen Tod Generalsekretär im Außenministerium.
Seine Tochter Ruth Wodak war Professorin an der Universität Lancaster und Träger des Wittgenstein-Preises 1996.

## Schriften (Auswahl)
Diplomatie zwischen Ost und West. Mit einer Einleitung von Norbert Leser, Styria, Graz 1976.